# Ветрен (дем Синтика)
Вижте пояснителната страница за други населени места с името Ветрен.
Вѐтрен, Вѐтрена, Вѐтрина или Вя̀търна (изписване до 1945 г. Вѣтренъ, на гръцки: Νέο Πετρίτσι, Нео Петрици, катаревуса: Νέον Πετρίτσιον, Неон Петрицион, до 1927 Βέτρινα, Ветрина) е село в Гърция, Егейска Македония, дем Синтика, област Централна Македония, с 2373 жители (2001).

## География
Селото е разположено северозападно от град Сяр (Серес) и западно от демовия център Валовища (Сидирокастро) в живописна местност в югоизточното подножие на Беласица (Белес или Керкини) на 100 метра надморска височина. През селото тече река Султаница. На няколко километра североизточно от селото започва Рупелският пролом на Струма.
Църквата в селото е посветена на Свети Мина.

## История

### Етимология
Според Йордан Н. Иванов името е от вятър с ѣ > е в говора.

### В Османската империя
Селото се споменава в османски източник от втората половина на XV и началото на XVI век под името Ветрена с 14 регистрирани лица, глави на домакинства.
В османски обобщен данъчен списък на немюсюлманското население от вилаета Тимур Хисаръ̀ от 1616 – 1617 година селото е отбелязано като Ветрене, със 191 джизие ханета (домакинства).

В средата на XVII век през Ветрен минава османският пътешественик Евлия Челеби, който пише, че в селото освен няколкото мюсюлмански има и 
| „ | 5 махали на гръцки, български и сръбски неверници. | “ |

През XIX век Ветрен е едно от големите села в Демирхисарската каза. Населението е смесено, като преобладават мюсюлманите. В „Етнография на вилаетите Адрианопол, Монастир и Салоника“, издадена в Константинопол в 1878 година и отразяваща статистиката на населението от 1873 година, Ветрина (Vétrina) е посочена като село с 228 домакинства с 480 жители мюсюлмани и 100 жители българи.
В 1891 година Георги Стрезов пише за селото:
| „ | Ветрина, голямо село при подножието на Беласица, на северозапад от Валовища 2 1/2 часа. Преминуват със салове през дервента. Изобилна планинска вода. Почва от най-плодородните. ражда се и памук, сусам. Църква, в която четат гръцки. 220 турски къщи, 30 български, 30 цигански и 25 черкезки. Всички турци са бежанци арнаути, които са донесли и нравите. Убийствата тук са едно от най-обикновените занятия. Мнозина упражняват разбойничеството като наследствено занятие. В неделя става малък пазар. 25 къщи българе, 200 цигане и 30 черкези. | “ |

Според статистиката на Васил Кънчов („Македония. Етнография и статистика“) в 1900 година във Вятърна (Вѣтренъ) живеят 250 българи, 1300 турци, 100 черкези и 120 цигани. Според статистиката на секретаря на Българската екзархия Димитър Мишев („La Macédoine et sa Population Chrétienne“) в 1905 година християнското население на Ветрен се състои от 240 българи патриаршисти гъркомани. В селото има 1 начално гръцко училище с 1 учител и 13 ученици.
При избухването на Балканската война в 1912 година един човек от Ветрен е доброволец в Македоно-одринското опълчение.

### В Гърция
След Междусъюзническата война, по Букурещкия договор от 1913 година селото остава в Гърция и в него се заселват преселници гъркомани от Петрич, Старчево, Богородица, Рупите, Камена както и власи от съседното беласишко село Рамна (днес Ано Вирония). След Гръцко-турската война мюсюлманското население на Ветрен го напуска и в селото се заселват и голям брой понтийски гърци, бежанци от Турция и по-малко тракийски гърци бежанци от Източна Тракия и останалата част на Мала Азия.
Според преброяването от 1928 година Ветрен е смесено местно-бежанско село със 179 бежански семейства с 687 души.
До 1928 г. Има 1930 македонци от Ветрен, Петрич, Старчево и други села от Петричко поле.
В 1927 г. селото е прекръстено на Неон Пертицион, в превод Нов Петрич.
| Име             | Име                   | Ново име     | Ново име      | Описание                                                               |
| --------------- | --------------------- | ------------ | ------------- | ---------------------------------------------------------------------- |
| Джами Кари      | Τζαμί Καρί            | Гинекоклиси  | Γυναικοκκλήσι | местност на Ю от Ветрен по десния бряг на Струма                       |
| Джан Куртаран   | Τζάν Κουρταράν        | Сотирас      | Σωτήρας       | местност на И от Ветрен по десния бряг на Струма                       |
| Дирин Дири дере | Ντιρί Ντερέ           | Ватирема     | Βαθύρεμα      | река на З от Ветрен                                                    |
| Султаница       | Σουλτανίτσα           | Василиски    | Βασιλίσκη     | беласишка река, минаваща през Ветрен, десен приток на Струма           |
| Вудоник         | Βουντονίκ             | Плая         | Πλαγιά        |                                                                        |
| Маджирка        | Ματζίρκα              | Катафигион   | Καταφύγιον    |                                                                        |
| Лубут           | Λουμπούτι             | Конос        | Κώνος         | възвишение в Беласица СИ от Ветрен над десния бряг на Струма (293,2 m) |
| Оградина        | Όγκραντίνα            | Стенотопи    | Στενοτόπι     | връх в Беласица СЗ от Ветрен (1082 m); от ограда и -ина, както падина  |
| Кушница         | Κουσνίτσα             | Кремастон    | Κρεμαστόν     | местност в Беласица СЗ от Ветрен                                       |
| Градум          | Γκραντουμ             | Трикофрон    | Τρίκορφον     | връх в Беласица С от Ветрен                                            |
| Дивичо          | Ντινίτσιον, Ντιβίτσιο | Хорисма      | Χώρισμα       | възвишение в Беласица СИ от Ветрен над десния бряг на Струма (294 m)   |
| Касър тепе      | Κασίρ Τεπέ            | Периптерон   | Περίπτερον    | връх в Беласица С от Ветрен (801 m)                                    |
| Летник          | Λέτνικ                | Геракас      | Γέρακας       | връх в Беласица С от Ветрен                                            |
| Янушница        | Γιαννούσνιτσα         | Янорема      | Γιαννόρεμα    | беласишка река на З от Ветрен                                          |
| Меджит          | Μιτζίτι               | Тристрату    | Τρίστρατου    | възвишение в Беласица ССИ от Ветрен                                    |
| Кел Кая         | Κέλ Καγιά             | Фалакри      | Φαλακρή       | гранична местност в Беласица ССЗ от връх Типец                         |
| Арпалук         | Άρπαλούκι             | Стиригма     | Στήριγμα      | връх в Беласица С от Ветрен (1042 m)                                   |
| Ваджлък         | Καλύβια Βατζαλάκ      | Каливия      | Καλύβια       | местност СИ от Ветрен по десния бряг на Струма                         |
| Горни гьолове   | Έπάνω Γκιόλια         | Елос         | Έλος          |                                                                        |
| Кудул           | Κουντούλ              | Стасис       | Στάσις        | връх в Беласица на С от Ветрен                                         |
| Хан дере        | Χάν Ντερέ             | Анапавтирион | Άναπαυτήριον  | бивше село СИ от Ветрен по десния бряг на Струма                       |
| Ашая махала     | Άσία Μαχαλάδες        | Катомерон    | Κατώμερον     | бивше село С от Ветрен                                                 |
| Тополница       | Τοπόλνιτσα            | Асимандо     | Άσήμαντο      | бивше село ЮЗ от новото село Тополница на българска територия          |
| Трапезка        | Τραπέσκα              | Трапези      | Τραπέζι       | връх в Беласица ССЗ от Ветрен (1110 m)                                 |
| Истибей         | Ίστίμπεη              | Охирон       | Όχυρόν        | укрепление на връх Белия камък (Истимбей) в Беласица                   |

## Личности
Родени във Ветрен
- Атанас Сейтов (1885 – ?), македоно-одрински опълченец, учител с третокласно образование, четата на Крум Пчелински[20]
- Иван Атанасов – Инджето (около 1846 – 1896), български революционер, опълченец
- Петър Георгиев, известен като Петре Касапчето (около 1867 – ?), български революционер, участва в Илинденско-Преображенското въстание от 1903 година като част от щаба на Беласишкия отряд[21]
- Христо Капитанчето (? – 1912), деец на Гръцката въоръжена пропаганда в Македония

Починали във Ветрен
- Богдан Дим. Атанасов, български военен деец, капитан, загинал през Първата световна война[22]
- Никола Монев Николов, български военен деец, подпоручик, загинал през Междусъюзническа война[23]
- Никола Наков Хаджикостов, български военен деец, подпоручик, загинал през Междусъюзническа война[24]
- Пенчо Стайков, български военен деец, подпоручик, загинал през Междусъюзническа война[25]